# Maja Selatan
Maja Selatan is een bestuurslaag in het regentschap Majalengka van de provincie West-Java, Indonesië. Maja Selatan telt 6023 inwoners (volkstelling 2010).